# Lutris

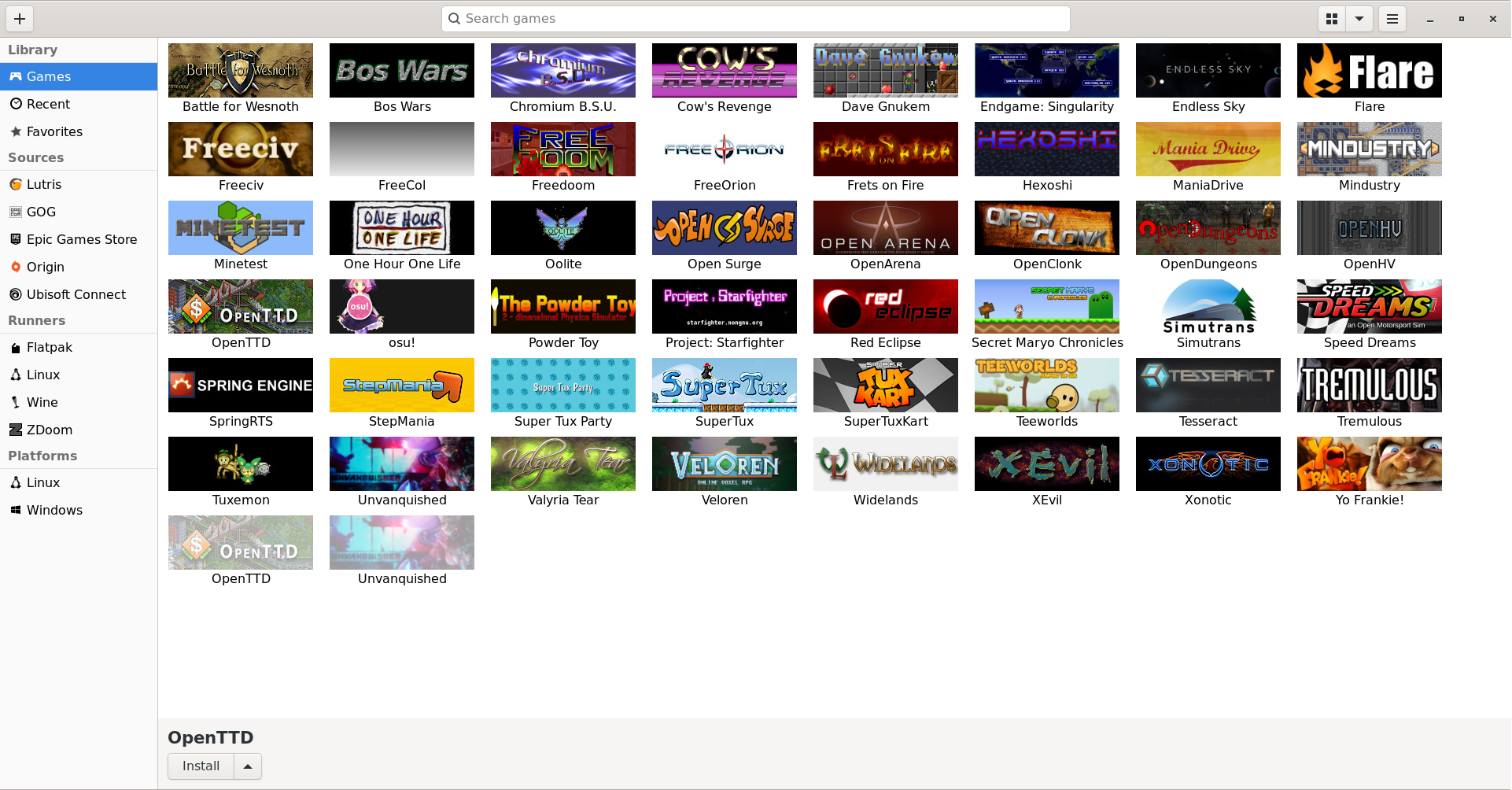
Lutris in der Bibliotheksansicht

Lutris ist ein freies und quelloffenes Computerprogramm zur Verwaltung von Computerspiel-Installationen für Linux. Lutris soll einen schnellen und einfachen Zugriff auf alle installierten Spiele ermöglichen. Neben nativen Linux-Spielen, welche einfach nur verknüpft werden, bietet Lutris auch die Installation und Konfiguration von Spielen anderer Plattformen an. So können beispielsweise Spiele, die über Steam bezogen wurden, eingebunden werden. Weiterhin ist es möglich Windows-Spiele mit Hilfe von hinterlegten Scripten (sog. Runner) aus der Lutris-Community und der Windows-kompatiblen Laufzeitumgebung Wine auf Linux-Systemen zu installieren. Als vierte Möglichkeit ist eine Verknüpfung zu über GOG und Humble Bundle gekauften Spielen möglich. Dadurch ist es möglich, mit nur einem Programm alle installierten Spiele zu verwalten und weitere hinzuzufügen.

## Funktionsprinzip
Lutris verwendet Runner genannte Skripte, welche das jeweils verwendete Subsystem (wie Steam, GOG oder Wine) so einrichten und konfigurieren, dass im Anschluss das eigentliche Spiel ausgeführt werden kann. Diese Runner werden in einer datenbankähnlichen Struktur angeboten und können durch einfaches Anklicken ausgeführt werden. Im Hintergrund wird das jeweilige Skript abgearbeitet, das, wenn nötig, erst das Subsystem (z. B. DOSBox, Wine, …) einrichtet und dann das eigentliche Spiel installiert. Danach wird eine Verknüpfung im Lutris-Client angezeigt, mit der ab jetzt dieses Spiel immer direkt gestartet werden kann. Die Runner werden von der Lutris-Community erstellt und stetig angepasst und verbessert.
Es werden im Hintergrund statistische Daten aufgenommen und dem Benutzer präsentiert. Somit kann der Benutzer nachvollziehen, wie oft und wie lange er welches Spiel gespielt hat. Dies kann der Selbstkontrolle dienen.

## Hintergrund
Ursprünglich wurde Lutris von Mathieu Comandon Ende 2009 als „Konservierungsmittel für alte Videospiele“ ins Leben gerufen. Comandon ist der Meinung, dass ältere Videospiele ein Teil der Computerspielgeschichte seien und deswegen erhalten bleiben müssten. Dafür reiche es aber nicht, nur die Dateien zu erhalten, viel mehr müsse ein Umfeld geschaffen werden, um diese Spiele starten und erleben zu können. Da das direkte Starten älterer Spiele unter jüngeren Betriebssystemen oft schwierig ist, ergab sich die Notwendigkeit, hierfür einen Art Rahmen zu schaffen. Darüber hinaus müsse sichergestellt werden, dass gegenwärtige Spiele auch in der Zukunft lauffähig bleiben.